# Comedian Harmonists (film)
Cet article concerne un film biographique allemand. Pour le sextuor dont le parcours a inspiré ce film, voir Comedian Harmonists.
Pour plus de détails, voir Fiche technique et Distribution.
Comedian Harmonists est un film dramatique germano-autrichien réalisé par Joseph Vilsmaier et sorti en 1997.

## Synopsis
Le film raconte la formation et l’évolution de l’ensemble vocal Die Comedian Harmonists, à la fin des années 1920 à Berlin : des débuts plutôt laborieux aux premiers succès, le tout sur fond de montée du nazisme.
Berlin, décembre 1927. Harry Frommermann est musicien, mais n’a aucune ressource. Il décide, un jour, de publier dans la presse une petite annonce afin de recruter d’autres chanteurs et ainsi former son propre groupe. Il rencontre d’abord Robert Biberti (basse) qui chante comme moine dans un opéra. Ensemble, ils cherchent d’autres membres pour le groupe : Ari Lechnikov (ténor) , qui travaille comme serveur et est originaire de Sofia en Bulgarie, Roman Cycowski (baryton) et Erich Collin (ténor) qui sont des amis de Biberti et chantent avec lui dans le même opéra, et le pianiste Erwin Bootz, un ami de Lechnikov.
Dès leurs premiers concerts, ils connaissent un succès triomphal, les poussant à entamer une tournée aux États-Unis. Mais, trois des musiciens du groupe étant juifs, leur retour en Allemagne se révèle difficile en raison de la montée du nazisme.

## Fiche technique
- Titre : Comedian Harmonists
- Réalisation : Joseph Vilsmaier
- Scénario : Jürgen Büscher, Klaus Richter, Jürgen Egger
- Montage : Peter R. Adam
- Production : Dor Film (Danny Krausz, Kurt Stocker), Perathon Film, Iduna Film, Bavaria Film, Senator Film, Televersal Film
- Pays d'origine :  Allemagne |  Autriche
- Format :
- Genre : Biopic, drame et film musical
- Durée : 126 minutes
- Dates de sortie : 
  - 1997 en Allemagne et Autriche ;
  - mars 1999 aux États-Unis ;
  - juin 1999 en France.

## Distribution
- Ben Becker : Robert Biberti (de)
- Ulrich Noethen (VF : Jean-Philippe Puymartin) : Harry Frommermann
- Heino Ferch : Roman Cycowski
- Heinrich Schafmeister (de) : Erich A. Collin
- Max Tidof (de) : Ari Leschnikoff
- Kai Wiesinger : Erwin Bootz (de)
- Meret Becker : Erna Eggstein
- Katja Riemann : Mary Cykowski
- Susanne Hoss (de) : Rosa
- Günter Lamprecht (VF : Philippe Dumat) : Erik Charell
- Rolf Hoppe : Julius Streicher
- Dana Vávrová : Ursula Bootz
- Otto Sander : Bruno Levy

## Récompenses
- Prix Echo, récompense d'honneur décernée par la Deutsche Phono-Akademie en 1998 pour la bande son
- Bayerisch Filmpreis en 1998 (festival du film bavarois)
- Gilde-Preis deutscher Filmkunsttheater en 1998
- Deutscher Filmpreis 1998 : meilleur film

## Personnages principaux
Il existe une rivalité et une compétition entre les personnages de Biberti et de Frommermann, très visibles dans le film. Ils sont très différents : alors que Biberti est sûr de lui, Frommermann est plutôt introverti et timide. Ils ne viennent pas du même milieu social.
De plus, ils sont tous les deux amoureux de la même femme, Erna, ce qui va attiser la jalousie entre eux. Cette dernière va quitter Harry pour habiter avec Robert.
Isolé, sans travail ni ressources, Harry Frommermann habite dans une petite mansarde et vit pauvrement avec son perroquet. De confession juive, il a perdu ses parents et est secrètement amoureux d’Erna, qui travaille au magasin de disques à côté de chez lui.
Passionné par la musique des Revelers, ensemble musical a cappella, il rêve d'adapter le jazz et ses rythmes syncopés à la langue allemande. C'est un mélomane averti et un musicien de talent, parfois même un peu perfectionniste.
C’est lui qui est à l’origine de la formation du groupe : il a rédigé la petite annonce qui est à l’origine de la formation du groupe. Il décide de tout l’artistique : les arrangements, le choix des chansons, etc.
Robert Biberti est prétentieux, suffisant et sûr de lui. Il veut être considéré comme le cofondateur du groupe : il connaissait les Revellers avant Frommermann, c’est aussi lui qui a trouvé les autres membres du groupe. Il se présentera alors comme le manager de l’ensemble et s’occupera de toutes les transactions financières : les cachets, la tournée, etc. Pragmatique, c’est aussi lui qui règle les conflits au sein du groupe.